# Echinopsis rhodotricha
Echinopsis rhodotricha  (лат.) — вид кактусов из рода Эхинопсис. Видовое название происходит от лат. rhodina — розовый и греч. τριχα (tricha) — волос, ворса, и характеризует цвет и строение колючек.

## Распространение и экология
Вид распространён на севере Аргентины (провинции Чако, Корриентес, Энтре-Риос, Формоса, Сальта, Санта-Фе, Сантьяго-дель-Эстеро), Боливии, Бразилии (штат Мату-Гросу-ду-Сул), в Парагвае (Чако и восточные регионы) и Уругвае.
Растёт на лугах и в лесах на песчаных почвах, на открытых площадках с кустарниками и низкими растениями. Встречается на высотах от 0 до 500 метров над уровнем моря.

## Описание
Растения обычно образуют заросли с прямыми или восходящими ветвями.
Стебли цилиндрические, тускло серо-зелёные, 30-80 см высотой, до 9 см в диаметре.
Эпидермис — тускло-серо-зелёного оттенка.
Рёбер — 8-18, низкие, слегка волнистые.
Ареолы расположены на расстоянии 1,5-2,5 см друг от друга.
Колючки желтоватые с коричневыми кончиками. Центральных колючек — 0-1, загнута слегка вверх, до 2.5 см длиной. Радиальных колючек — 4-8, расходящиеся, слегка изогнутые, до 2 см длиной.
Цветки белые, до 15 см длиной.

## Подвиды
Признано два подвида Echinopsis rhodotricha:
- Echinopsis rhodotricha subsp. rhodotricha. Рёбер 8-13. Радиальных колючек — 4-7. Встречается в Парагвае и северо-восточной Аргентине.
- Echinopsis rhodotricha subsp. chacoana. До 1995 года был самостоятельным видом Echinopsis chacoana. Рёбер 12-18. Встречается в Южном Чако в Парагвае.

## Охрана в природе
Echinopsis rhodotricha внесён в Красную книгу Международного союза охраны природы, его состояние вызывает наименьшие опасения.
Этот вид имеет достаточно широкий ареал. Популяции стабильны. Присутствует на нескольких природоохранных территориях. Больших угроз для этого вида нет. Тем не менее, выпас скота может повлиять на состояние его популяций.

## Использование
Echinopsis rhodotricha используется в лечебных целях. Туземцы Мака используют его для лечения ветряной оспы и кори. Некоторые животные, как тапир и несколько видов диких свиней потребляют этот кактус. Это также источник воды для потребления человеком. В Lengua-Maskoy туземцы используют его для магических целей.